# Galleria nazionale d'Islanda
La Galleria nazionale d'Islanda è un museo di Reykjavík: custodisce opere d'arte di artisti locali o tipici della cultura islandese.

## Storia e descrizione
La Galleria nazionale d'Islanda venne istituita nel 1884 a Copenaghen da Björn Bjarnarson: la raccolta consisteva di opere d'arte donate soprattutto da artisti danesi a cui si aggiunsero quelle di artisti locali. Dalla sua istituzione il museo rimase un ente indipendente, fino a quando, nel 1916, per decisione dell'Althing, divenne un dipartimento del Museo nazionale d'Islanda. La prima sede del museo fu nell'Alþingishúsið, dove rimase dal 1885 fino al 1950, quando fu trasferito all'interno del Museo nazionale d'Islanda: la nuova esposizione venne aperta 1951. Nel 1961 una legge rendeva nuovamente il museo un ente indipendente. Nel 1987 venne effettuato un ennesimo cambio di sede, questa volta in un edificio eretto nel 1916 e utilizzato come impianto di congelamento, opera dell'architetto islandese Guðjón Samúelsson; successivamente fu aggiunto un ulteriore edificio, opera di Garðar Halldórsson.
La collezione della Galleria nazionale d'Islanda prevede una esposizione di opere d'arte sia di artisti locali che stranieri a rotazione: tra gli artisti ospitati Pablo Picasso, Edvard Munch, Victor Vasarely, Hans Hartung e Richard Serra. Il museo dispone di un laboratorio di restauro e una biblioteca contenenti archivi, documenti e fotografie.